# نادي نجران الأدبي
نادي نجران الأدبي هو أحد الأندية الأدبية الستة عشر المنتشرة في المملكة العربية السعودية، يتبع النادي مباشرة إلى وزارة الإعلام السعودية ممثلة بالوكالة العامة للشؤون الثقافية، بعد أن كان تابعا للرئاسة العامة لرعاية الشباب السعودي.

## التأسيس
وجه خادم الحرمين الشريفين في أثناء زيارته لمنطقة نجران في 1427هـ بإنشاء نادي أدبي في المنطقة. صدر قرار وزير الثقافة والإعلام برقم م/ 1742/13 في تاريخ 1428/8/16هـ والمبني على موافقة المقام السامي بإنشاء النادي.

## الرؤية
نحو ثقافة عالية المستوى، متعددة المفاهيم والأنماط، حاوية لجميع فنون الأدب شاملة لكل فئات المجتمع.

## الرسالة
العمل على أن يكون في المنطقة حراكا ثقافيا فعالا وخلاقا يتواصل مع الإنجازات الثقافية في المملكة والعالم اجمع وفق معايير أخلاقية وحضارية واضحة تنبع من الدين القويم والتقاليد العربية الأصيلة آخذا في الاعتبار الحفاظ على تراب الوطن وسيادته.

## الأهداف
- نشر الأدب والثقافة.
- إبراز واقع وتاريخ المنطقة الأدبي والثقافي بخاصة والمملكة بصفة عامة.
- أن يكون النادي الأدبي بنجران بوابة ثقافية لجميع المثقفين والمثقفات.
- توثيق أواصر الصلات الأدبية بين الأدباء.
- تنويع نشاطات النادي في مختلف النواحي الثقافية بما يلبي جميع احتياجات شرائح المجتمع.
- التعاون مع الجهات الحكومية ذات الصلة.
- توسيع نشاط النادي ليشمل محافظات منطقة نجران.
- رعاية وتنمية المواهب الواعدة في فروع الثقافة والأدب.
- تفعيل الدور النسائي في نشاطات وفعاليات النادي بما يلبي حاجات المرأة.
- العمل على حفظ الحقوق الفكرية والمادية للأدباء وتمثيلهم أمام الجهات ذات العلاقة، فيما يتصل باختصاص النادي.

## اللجان
تم تشكيل اللجان في النادي وذلك في اجتماع مجلس الإدارة في1428/9/13هـ وهي على النحو التالي :
1- اللجنة المنبرية:
وهي تعني بإقامة الأمسيات والمحاضرات والندوات الثقافية وغيرها من البرامج.
2- لجنة المطبوعات :
وهي تعنى بإصدار مطبوعات النادي والأشراف عليها.
2- لجنة رعاية النشء : 
وهي تعنى برعاية النشء من لديه اهتمام بالشؤون الثقافية وإقامة لهم الدورات وتوجيههم الوجهة الصحيحة.

## الأعضاء[3]
| سعيد بن علي مرضمة  | الرئيس          |
| صلاح حمود الرشيدي  | نائب الرئيس     |
| صالح علي آل زمانان | المسؤول الإداري |
| صالح محمد آل سدران | المسؤول المالي  |
| صالح أحمد الحارثي  | عضو             |
| حسين عايض آل حمد   | عضو             |
| صالح محمد آل مريح  | عضو             |
| فارس عايض آل حمد   | عضو             |